# Samuel Krähenbühl
Samuel Krähenbühl (* 19. Dezember 1977 in Thun) ist ein Schweizer Politiker (SVP).
Samuel Krähenbühl studierte Geschichte, Politikwissenschaften und Volkswirtschaftslehre an der Universität Bern und schloss 2005 sein Studium mit dem Lizentiat bei  Stig Förster ab.
Von 2010 bis 2018 gehörte Krähenbühl dem Gemeinderat von Unterlangenegg an. 2014 wurde er in den Grossen Rat des Kantons Bern gewählt, dem er seither angehört. 
Bereits seit 2013 gehört er dem Parteivorstand der SVP Schweiz an. Seit 2019 ist er Präsident des SVP-Wahlkreisverbandes Thun.
2021 gab er zusammen mit seiner Schwester Therese Krähenbühl-Müller das Buch „Das Justistal und seine Alpen“ heraus. 2022 verfasste er dann im Auftrag des Organisationskomitees der Feier "675 Jahre Sigriswiler Freiheitsbrief" eine Festschrift unter dem Titel "Sigriswil - 11 Dörfer, 1 Gemeinde", welche ebenfalls im Weberverlag erschien.